# Oczi Cziorne
Oczi Cziorne – polski zespół łączący takie style muzyczne jak nowa fala, jazz czy latino.

## Historia
Powstał pod koniec lat 80. założony przez dziewczyny związane wcześniej z grupami tj. Bóm Wakacje w Rzymie i Miriam: Jowitę Cieślikiewicz (fortepian), Annę Miądowicz (flet, śpiew), Katarzynę Przyjazną (instr. klawiszowe) oraz Martę Handschke (śpiew). Debiutancki koncert zagrały na „V Festiwalu Nowa Scena w Gdyni w 1988. W 1989 Handschke zmieniła Maja Kisielińska – w składzie pojawiła się również perkusistka Hanna Ścisłowska, zastępując grającą wcześniej Annę Albrzykowską.
Latem Oczi Cziorne wystąpiły na festiwalu w Jarocinie (na ten czas Ścisłowską zastąpił Tomasz Unrat).
W tym okresie zespół dokonał nagrań sześciu piosenek z myślą o wydaniu ich na płycie – co w ostateczności nie doszło do skutku. W 1990 Oczi Cziorne wystąpiły w Kijowie na „Miss Rock Europe '90" zdobywając tam pierwszą nagrodę jako najlepszy zespół żeński.
Rok później teledysk do piosenki „Mroczny kryminał”, zdobył drugą nagrodę na Festiwalu Polskich Wideoklipów Yach Film, a sam zespół wziął udział w festiwalu w Opolu. Później jego aktywność zaczęła spadać.
Pod koniec 2000 grupa wznowiła działalność odbywając próby (m.in. z Jackiem Olterem). W 2001 Oczi Cziorne w składzie: Cieślikiewicz, Miądowicz, Kisielińska, Handschke, Joanna Charchan (saksofon), Antoni „Ziut” Gralak (trąbka), Olo Walicki (kontrabas), Wojciech Mazolewski (gitara basowa) i Michał Gos (perkusja) nagrali debiutancką płytę Oczi Cziorne, która ukazała się w listopadzie nakładem wydawnictwa Art Bazar. Album został dobrze przyjęty przez słuchaczy i krytyków oraz został nominowany do nagrody Fryderyk 2001 w kategorii Nowa Twarz Fonografii.
W 2002 grupa grała koncerty promujące album. Do zespołu dołączali: saksofonista Mikołaj Trzaska, perkusista Andrzej Rajski oraz Marcin Świetlicki. Oczi Cziorne wystąpili m.in. w studiu III programu Polskiego Radia im. Agnieszki Osieckiej oraz wzięli udział w Festiwalu Kultur Europy (koncert „Ladies in Jazz”) w Fellbach (Niemcy). W tym samym roku muzycy nagrali dwie piosenki, które ukazały się w 2003 na singlu pt. „Nr 1". Od tej pory aktywność zespołu ponownie zaczęła zanikać.
W 2010 grupa po raz kolejny wznowiła działalność koncertową. W 2012 muzycy występowali w składzie: Jowita Cieślikiewicz (instr. klawiszowe), Anna Miądowicz (flet, śpiew), Maja Kisielińska (śpiew), Ewa Hronowska (śpiew), Maciej Jeleniewski (gitara basowa) i Michał Gos (perkusja). W 2014 roku dzięki wsparciu fanów zespół powrócił z nową płytą. W wyniku akcji crowdfundingowej na portalu PolakPotrafi.pl zebrano fundusze, dzięki którym powstał krążek Aoeiux.

## Muzycy

### Aktualny skład
- Jowita Cieślikiewicz – instrumenty klawiszowe
- Anna Miądowicz – flet, śpiew
- Maja Kisielińska – śpiew
- Ewa Hronowska – śpiew
- Maciej Jeleniewski – gitara basowa
- Michał Gos – perkusja

### Byli muzycy
W zespole występowali:
- Anna Albrzykowska – perkusja
- Joanna Charchan – saksofon
- Szymon Cieślikiewicz – trąbka
- Łukasz Gorewicz – skrzypce
- Marta Handschke – śpiew
- Wojtek Mazolewski – gitara basowa
- Joanna Miądowicz – skrzypce
- Jacek Olter – perkusja
- Katarzyna Przyjazna – śpiew
- Hanna Ścisłowska – perkusja
- Tomasz Sowiński – perkusja
- Tomasz Unrat – perkusja
- Olo Walicki – kontrabas

## Dyskografia

### Albumy
- Oczi Cziorne (2001)
- Aoeiux (2014)

### Single
- „Nr 1/ Miód malina” (2003)
- „Natręctwa” (2014)